# Słowenia na Letnich Igrzyskach Olimpijskich 1996
Słowenię na Letnich Igrzyskach Olimpijskich 1996 reprezentowało 37 zawodników: 25 mężczyzn i 12 kobiet. Był to drugi start reprezentacji Słowenii na letnich igrzyskach olimpijskich.

## Zdobyte medale
| Medal  | Zawodnik        | Dyscyplina          | Konkurencja                       | Rezultat   |
| ------ | --------------- | ------------------- | --------------------------------- | ---------- |
| Srebro | Andraž Vehovar  | Kajakarstwo górskie | K-1 mężczyzn                      | 141,65 pkt |
| Srebro | Brigita Bukovec | Lekkoatletyka       | bieg na 100 m przez płotki kobiet | 12,59 s    |

## Skład kadry

### Kajakarstwo górskie

#### Mężczyźni
| Zawodnik       | Konkurencja | 1. przejazd        | 1. przejazd             | 2. przejazd        | 2. przejazd             | Pozycja końcowa | Źródło |
| Zawodnik       | Konkurencja | Czas brutto (Kara) | Pozycja (w przejeździe) | Czas brutto (Kara) | Pozycja (w przejeździe) | Pozycja końcowa | Źródło |
| -------------- | ----------- | ------------------ | ----------------------- | ------------------ | ----------------------- | --------------- | ------ |
| Andraž Vehovar | K-1         | 145.38 (0 s)       | 4.                      | 141.65 (0 s)       | 1.                      | srebro          | [ 2 ]  |
| Jernej Abramič | K-1         | 151.59 (0 s)       | 12.                     | 145.81 (0 s)       | 7.                      | 7.              | [ 2 ]  |
| Fedja Marušić  | K-1         | 155.70 (10 s)      | 16.                     | 158.24 (5 s)       | 20.                     | 26.             | [ 2 ]  |
| Gregor Terdić  | C-1         | 187.79 (5 s)       | 22.                     | 199.08 (5 s)       | 21.                     | 24.             | [ 3 ]  |
| Simon Hočevar  | C-1         | 252.90 (55 s)      | 26.                     | 231.00 (65 s)      | 25.                     | 28.             | [ 3 ]  |

### Kolarstwo szosowe

#### Mężczyźni
| Zawodnik        | Konkurencja                | Czas    | Pozycja | Źródło |
| --------------- | -------------------------- | ------- | ------- | ------ |
| Robert Pintarič | Wyścig ze startu wspólnego | 4:56:48 | 70.     | [ 4 ]  |
| Robert Pintarič | Jazda indywidualna na czas | 1:12:35 | 32.     | [ 5 ]  |

### Lekkoatletyka

#### Konkurencje biegowe

##### Kobiety
| Zawodnik        | Konkurencja | Eliminacje | Eliminacje | Ćwierćfinały | Ćwierćfinały | Półfinały | Półfinały | Finał   | Finał   | Źródło |
| Zawodnik        | Konkurencja | Czas       | Pozycja    | Czas         | Pozycja      | Czas      | Pozycja   | Czas    | Pozycja | Źródło |
| --------------- | ----------- | ---------- | ---------- | ------------ | ------------ | --------- | --------- | ------- | ------- | ------ |
| Jerneja Perc    | 100 m       | 11.63      | 6.         | NQ           | NQ           | NQ        | NQ        | NQ      | NQ      | [ 6 ]  |
| Alenka Bikar    | 200 m       | 22.88      | 3. (Q)     | 22.89        | 4. (Q)       | 22.82     | 7.        | NQ      | NQ      | [ 7 ]  |
| Helena Javornik | Maraton     | —          | —          | —            | —            | —         | —         | 2:46:58 | 53.     | [ 8 ]  |
| Brigita Bukovec | 100 m ppł.  | 12.72      | 1. (Q)     | 12.66        | 1. (Q)       | 12.63     | 2. (Q)    | 12.59   | srebro  | [ 9 ]  |

##### Mężczyźni
| Zawodnik     | Konkurencja | Eliminacje | Eliminacje | Ćwierćfinały | Ćwierćfinały | Półfinały | Półfinały | Finał | Finał   | Źródło |
| Zawodnik     | Konkurencja | Czas       | Pozycja    | Czas         | Pozycja      | Czas      | Pozycja   | Czas  | Pozycja | Źródło |
| ------------ | ----------- | ---------- | ---------- | ------------ | ------------ | --------- | --------- | ----- | ------- | ------ |
| Miro Kocuvan | 400 m ppł.  | 49.66      | 5.         | —            | —            | NQ        | NQ        | NQ    | NQ      | [ 10 ] |

#### Konkurencje techniczne

##### Kobiety
| Zawodnik          | Konkurencja    | Eliminacje | Eliminacje | Finał  | Finał   | Źródło |
| Zawodnik          | Konkurencja    | Wynik      | Pozycja    | Wynik  | Pozycja | Źródło |
| ----------------- | -------------- | ---------- | ---------- | ------ | ------- | ------ |
| Britta Bilač      | Skok wzwyż     | 1,93 m     | 11. (Q)    | 1,93 m | 9.      | [ 11 ] |
| Ksenija Predikaka | Skok w dal     | 6,37 m     | 21.        | NQ     | NQ      | [ 12 ] |
| Renata Strašek    | Rzut oszczepem | 57,04 m    | 21.        | NQ     | NQ      | [ 13 ] |

##### Mężczyźni
| Zawodnik      | Konkurencja  | Eliminacje | Eliminacje | Finał  | Finał   | Źródło |
| Zawodnik      | Konkurencja  | Wynik      | Pozycja    | Wynik  | Pozycja | Źródło |
| ------------- | ------------ | ---------- | ---------- | ------ | ------- | ------ |
| Gregor Cankar | Skok w dal   | 8,00 m     | 12. (q)    | 8,11 m | 6.      | [ 14 ] |
| Igor Primc    | Rzut dyskiem | 59,12 m    | 24.        | NQ     | NQ      | [ 15 ] |

### Łucznictwo

#### Mężczyźni
| Zawodnik                                        | Konkurencja   | Runda rankingowa | Runda rankingowa | 1/32 finału          | 1/16 finału             | 1/8 finału               | Ćwierćfinały               | Półfinały        | Finał/o brąz     | Pozycja | Źródło |
| Zawodnik                                        | Konkurencja   | Wynik            | Pozycja          | Przeciwnik Wynik     | Przeciwnik Wynik        | Przeciwnik Wynik         | Przeciwnik Wynik           | Przeciwnik Wynik | Przeciwnik Wynik | Pozycja | Źródło |
| ----------------------------------------------- | ------------- | ---------------- | ---------------- | -------------------- | ----------------------- | ------------------------ | -------------------------- | ---------------- | ---------------- | ------- | ------ |
| Samo Medved                                     | Indywidualnie | 656 pkt          | 28.              | O. Jacenko W 161-150 | Jari Lipponen W 161-161 | Paul Vermeiren P 159-161 | NQ                         | NQ               | NQ               | 14.     | [ 16 ] |
| Peter Koprivnikar                               | Indywidualnie | 652 pkt          | 31               | K. Hanlon P 151-155  | NQ                      | NQ                       | NQ                         | NQ               | NQ               | 54.     | [ 16 ] |
| Matevž Krumpeštar                               | Indywidualnie | 643 pkt          | 50.              | B. Johnson P 140-158 | NQ                      | NQ                       | NQ                         | NQ               | NQ               | 64.     | [ 16 ] |
| Samo Medved Peter Koprivnikar Matevž Krumpeštar | Drużynowo     | 1951 pkt         | 8.               | —                    | —                       | Rosja W 242-241          | Korea Południowa P 249-251 | NQ               | NQ               | 5.      | [ 17 ] |

### Pływanie

#### Kobiety
| Zawodnik       | Konkurencja             | Eliminacje | Eliminacje | Finał B | Finał B | Finał A | Finał A | Pozycja | Źródło |
| Zawodnik       | Konkurencja             | Czas       | Pozycja    | Czas    | Pozycja | Czas    | Pozycja | Pozycja | Źródło |
| -------------- | ----------------------- | ---------- | ---------- | ------- | ------- | ------- | ------- | ------- | ------ |
| Metka Sparavec | 50 m stylem dowolnym    | 26.43      | 5.         | NQ      | NQ      | NQ      | NQ      | 25.     | [ 18 ] |
| Metka Sparavec | 100 m stylem dowolnym   | 57.66      | 4.         | NQ      | NQ      | NQ      | NQ      | 28.     | [ 18 ] |
| Alenka Kejžar  | 200 m stylem klasycznym | 2:33.34    | 1.         | NQ      | NQ      | NQ      | NQ      | 20.     | [ 19 ] |
| Alenka Kejžar  | 200 m stylem zmiennym   | 2:18.39    | 3.         | NQ      | NQ      | NQ      | NQ      | 19.     | [ 19 ] |

#### Mężczyźni
| Zawodnik     | Konkurencja             | Eliminacje | Eliminacje | Finał B | Finał B | Finał A | Finał A | Pozycja          | Źródło |
| Zawodnik     | Konkurencja             | Czas       | Pozycja    | Czas    | Pozycja | Czas    | Pozycja | Pozycja          | Źródło |
| ------------ | ----------------------- | ---------- | ---------- | ------- | ------- | ------- | ------- | ---------------- | ------ |
| Jure Bučar   | 200 m stylem dowolnym   | 1:54.75    | 2.         | NQ      | NQ      | NQ      | NQ      | 34.              | [ 20 ] |
| Jure Bučar   | 400 m stylem dowolnym   | 3:57.36    | 7.         | NQ      | NQ      | NQ      | NQ      | 20.              | [ 20 ] |
| Igor Majcen  | 1500 m stylem dowolnym  | 16:10.81   | 8.         | NQ      | NQ      | NQ      | NQ      | 28.              | [ 21 ] |
| Peter Mankoč | 100 m stylem motylkowym | 55.59      | 7.         | NQ      | NQ      | NQ      | NQ      | 36.              | [ 22 ] |
| Peter Mankoč | 200 m stylem zmiennym   | DQ         | DQ         | NQ      | NQ      | NQ      | NQ      | Nieklasyfikowany | [ 22 ] |

### Strzelectwo

#### Mężczyźni
| Zawodnik        | Konkurencja                              | Eliminacje | Eliminacje | Finał     | Finał     | Finał   | Źródło |
| Zawodnik        | Konkurencja                              | Wynik      | Pozycja    | Wynik     | Suma      | Pozycja | Źródło |
| --------------- | ---------------------------------------- | ---------- | ---------- | --------- | --------- | ------- | ------ |
| Rajmond Debevec | Karabin pneumatyczny 10 m                | 591 pkt    | 4. (Q)     | 101,1 pkt | 692,1 pkt | 6.      | [ 23 ] |
| Rajmond Debevec | Karabin małokalibrowy, leżąc 50 m        | 1166 pkt   | 9.         | NQ        | NQ        | NQ      | [ 24 ] |
| Rajmond Debevec | Karabin małokalibrowy, trzy pozycje 50 m | 596 pkt    | 9.         | NQ        | NQ        | NQ      | [ 25 ] |

### Wioślarstwo

#### Mężczyźni
| Zawodnik                                              | Konkurencja          | Eliminacje | Eliminacje | Repasaże o półfinał | Repasaże o półfinał | Półfinały | Półfinały | Finał A/B | Finał A/B | Pozycja | Źródło |
| Zawodnik                                              | Konkurencja          | Czas       | Pozycja    | Czas                | Pozycja             | Czas      | Pozycja   | Czas      | Pozycja   | Pozycja | Źródło |
| ----------------------------------------------------- | -------------------- | ---------- | ---------- | ------------------- | ------------------- | --------- | --------- | --------- | --------- | ------- | ------ |
| Iztok Čop                                             | Jedynka              | 7:32.69    | 2.         | 7:41.83             | 1. (QA/B)           | 7:15.07   | 2. (QA)   | 6:51.71   | 4.        | 4.      | [ 26 ] |
| Erik Tul Luka Špik                                    | Dwójka podwójna      | 7:02.48    | 4.         | 7:06.06             | 4.                  | NQ        | NQ        | NQ        | NQ        | 14.     | [ 27 ] |
| Erik Tul Luka Špik                                    | Dwójka podwójna      | 7:02.48    | 4.         | 6:56.43             | 3.                  | NQ        | NQ        | NQ        | NQ        | 14.     | [ 27 ] |
| Denis Žvegelj Jani Klemenčič Milan Janša Sadik Mujkič | Czwórka bez sternika | 6:15.86    | 2. (Q)     | BYE                 | BYE                 | 6:13.14   | 3. (QA)   | 6:07.87   | 4.        | 4.      | [ 28 ] |

### Żeglarstwo
| Zawodnik                | Konkurencja     | Pozycja w wyścigu | Pozycja w wyścigu | Pozycja w wyścigu | Pozycja w wyścigu | Pozycja w wyścigu | Pozycja w wyścigu | Pozycja w wyścigu | Pozycja w wyścigu | Pozycja w wyścigu | Pozycja w wyścigu | Pozycja w wyścigu | Suma punktów | Pozycja | Źródło |
| Zawodnik                | Konkurencja     | 1                 | 2                 | 3                 | 4                 | 5                 | 6                 | 7                 | 8                 | 9                 | 10                | 11                | Suma punktów | Pozycja | Źródło |
| ----------------------- | --------------- | ----------------- | ----------------- | ----------------- | ----------------- | ----------------- | ----------------- | ----------------- | ----------------- | ----------------- | ----------------- | ----------------- | ------------ | ------- | ------ |
| Vesna Dekleva           | Europa          | 17.               | 21.               | 11.               | 21.               | 17.               | 21.               | 5.                | 10.               | 6.                | 15.               | 12                | 114 pkt      | 18.     | [ 29 ] |
| Janja Orel Alenka Orel  | 470 (kobiety)   | 20.               | 21.               | 17.               | 14.               | 20.               | 19.               | 13.               | 21.               | 7.                | 15.               | 18.               | 143 pkt      | 19.     | [ 30 ] |
| Tomaž Čopi Mitja Margon | 470 (mężczyźni) | 14.               | 20                | 13.               | 11.               | 8.                | Falstart (37 pkt) | 16.               | 17.               | 7.                | 25.               | 10.               | 116 pkt      | 14.     | [ 31 ] |